# Side-Scroller
Als Side-Scroller werden im Allgemeinen Spiele bezeichnet, bei denen der Spieler von der Seite auf das Spielgeschehen schaut.
Häufig wird diese Darstellungsweise bei Jump ’n’ Runs (z. B. Super Mario Bros., Sonic the Hedgehog), Shoot ’em ups (z. B. Uridium 2, Strike Force) und Beat ’em ups verwendet. Bei letzteren beiden kann sich der Spielausschnitt mehr oder weniger automatisch nur in eine Richtung bewegen und der Spieler sich damit nicht zurückbewegen, bei anderen Spielen ist hingegen die freie Bewegung in der Spielwelt möglich und nötig. Außerdem wird häufig vom Effekt der Bewegungsparallaxe Gebrauch gemacht, um eine größere optische Tiefe zu erzeugen.
Ursprünglich war diese Darstellungsweise typisch für Spiele mit 2D-Grafik. Später wurde das Darstellungs- und Steuerungsprinzip des Side-Scrollers auch auf einige 3D-Spiele übertragen, zum Beispiel bei Duke Nukem: Manhattan Project (2002) oder Trine (2009). Besonders populär waren Side-Scroller in der Ära der Arcade-Automaten und Konsolen der dritten Generation (z. B. NES).